# تراویس پاسیر

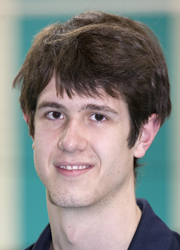
تراویس پاسیر - ۲۰۱۱

تراویس پاسیر (انگلیسی: Travis Passier) (متولد ۲۶ آوریل ۱۹۸۹) بازیکن تیم ملی والیبال استرالیا است. او در بازی‌های المپیک تابستانی ۲۰۱۲ عضو ثابت استرالیا بوده است. تراویس در بریزبن، استرالیا متولد شد. وی در پست مدافع وسط بازی می‌کند و به زبان‌های ایتالیایی و انگلیسی تسلط دارد. پاسیر سابقه بازی در لیگ‌های استرالیا، سوئد، فنلاند و ایتالیا را در کارنامه خود دارد.